# ستيف شابن
ستيف شابن (بالإنجليزية: Steve Chapin)‏ هو مغني أمريكي، ولد في 30 ديسمبر 1946 في نيويورك في الولايات المتحدة.

## وصلات خارجية
- الموقع الرسمي
- ستيف شابن على موقع ميوزك برينز (الإنجليزية)
- ستيف شابن على موقع قاعدة بيانات برودواي على الإنترنت (الإنجليزية)
- ستيف شابن على موقع ديسكوغز (الإنجليزية)